# Franz Keppler
Franz Joseph Thomas Keppler (* 9. November 1804 in Hünfeld; † 29. April 1833 in Fulda) war ein deutscher Politiker und Mitglied der Kurhessischen Ständeversammlung.

## Leben
Franz Keppler wurde als Sohn des Hofkammerrats Joseph Keppler und dessen Ehefrau Anna Theresia Denner geboren. 
Er betätigte sich politisch und war in den Jahren von 1821 bis 1833 Mitglied im Rat der Stadt Fulda und dort im Stadtvorstand tätig.
Von 1830 bis 1831 hatte er ein Mandat für die kurhessische Ständeversammlung, die  nach den Unruhen im Jahre 1830 zum Zweck der Beratung und Verabschiedung einer neuen Verfassung gebildet wurde. Sie bestand bis 1866, als Hessen von Preußen annektiert wurde und setzte sich aus 53 Mitgliedern, darunter 16 Abgeordnete der Städte zusammen. 